# Домашний чемпионат Великобритании 1966/1967
Домашний чемпионат Великобритании 1966/67 (англ. 1966–67 British Home Championship), или Домашний международный чемпионат 1966/67 (англ. 1966–67 Home International Championship) — семьдесят второй розыгрыш Домашнего чемпионата, футбольного турнира с участием сборных четырёх стран Великобритании (Англии, Шотландии, Уэльса и Северной Ирландии). Победу в турнире одержала сборная Шотландии.
Домашний чемпионат прошёл после победного для сборной Англии чемпионата мира. Турнир начался 22 октября 1966 года: в Кардиффе Уэльс сыграл вничью с Шотландией (1:1), а в Белфасте Англия обыграла Северную Ирландию (2:0). 16 ноября англичане в Лондоне разгромили валлийцев (5:1), а шотландцы в Глазго обыграли североирландцев (2:1). 12 апреля 1967 года в Белфасте Северная Ирландия сыграла вничью с Уэльсом (0:0), а три дня спустя в решающем матче на «Уэмбли» Англия мира проиграла Шотландии (2:3). Джек Чарльтон покинул поле из-за травмы (перелом пальца ноги) на 12-й минуте (а замены на тот момент ещё не допускались правилами), но спустя 13 минут вернулся на поле, проведя остаток матча на несвойственной ему позиции крайнего нападающего. Шотландцы после победы объявили себя «чемпионами мира», так как нанесли первое за 20 матчей поражение англичанам, которые были действующими чемпионами мира. Главный тренер сборной Англии Альф Рамсей поздравил шотландцев с победой, но отметил, что на результат повлияли травмы его команды.
Четверо игроков сборной Шотландии, сыгравших в финальной игре против Англии, через месяц выиграли Кубок европейских чемпионов в составе «Селтика», который стал первым британским клубом, выигравшим этот клубный турнир.
Этот розыгрыш Домашнего чемпионата (вместе с последующим) также стал отборочным турниром к чемпионату Европы 1968 года, на который в итоге квалифицировалась сборная Англии.

## Турнирная таблица
| Поз | Команда           | И | В | Н | П | МЗ | МП | РМ | О |
| --- | ----------------- | - | - | - | - | -- | -- | -- | - |
| 1   | Шотландия (Ч)     | 3 | 2 | 1 | 0 | 6  | 4  | +2 | 5 |
| 2   | Англия            | 3 | 2 | 0 | 1 | 9  | 4  | +5 | 4 |
| 3   | Уэльс             | 3 | 0 | 2 | 1 | 2  | 6  | −4 | 2 |
| 4   | Северная Ирландия | 3 | 0 | 1 | 2 | 1  | 4  | −3 | 1 |

## Результаты матчей
| Уэльс         | 1:1     | Шотландия |
| ------------- | ------- | --------- |
| Р. Дейвис 76′ | (отчёт) | Лоу 87′   |

| Северная Ирландия | 0:2     | Англия                  |
| ----------------- | ------- | ----------------------- |
|                   | (отчёт) | - Хант 40′ - Питерс 59′ |

| Англия                                                                     | 5:1     | Уэльс         |
| -------------------------------------------------------------------------- | ------- | ------------- |
| - Херст 30′ 34′ - Б. Чарльтон 43′ - Хеннесси 65′ (авт.) - Дж. Чарльтон 84′ | (отчёт) | У. Дейвис 38′ |

| Шотландия                  | 2:1     | Северная Ирландия |
| -------------------------- | ------- | ----------------- |
| - Мердок 14′ - Леннокс 35′ | (отчёт) | Николсон 9′       |

| Северная Ирландия | 0:0     | Уэльс |
| ----------------- | ------- | ----- |
|                   | (отчёт) |       |

| Англия                         | 2:3     | Шотландия                                |
| ------------------------------ | ------- | ---------------------------------------- |
| - Дж. Чарльтон 84′ - Херст 88′ | (отчёт) | - Лоу 27′ - Леннокс 78′ - Маккаллиог 87′ |

## Победитель
| Победитель Домашнего чемпионата 1966/67 |
| Шотландия Тридцать шестой титул         |

## Бомбардиры
- 3 гола
  -  Джефф Херст

- 2 гола
  -  Джек Чарльтон
  -  Бобби Леннокс
  -  Денис Лоу